# Primera Regional de Navarra 1962-63
La temporada 1962-63 de Primera Regional de Navarra es cuarto nivel de las Ligas de fútbol de España para los clubes de Navarra y La Rioja, por debajo de la Tercera División de España

## Sistema de competición
Los 14 equipos en un único grupo, que se enfrentan a doble vuelta, una vez en casa y otra en el campo del equipo rival, todos contra todos.
El primer clasificado ascendió directamente a Tercera División. El segundo disputó una promoción de ascenso contra uno de los equipos clasificados en los puestos 13.º y 14.º del grupo IV de Tercera División.
No hubo descensos a Segunda Regional esta temporada.

## Clasificación[1]
| Pos. | Equipo                      | Pts. | PJ | G  | E  | P  | GF | GC | Dif. |                                |
| ---- | --------------------------- | ---- | -- | -- | -- | -- | -- | -- | ---- | ------------------------------ |
| 1    | C. D. Oberena (C, A)        | 40   | 26 | 18 | 4  | 4  | 72 | 27 | +45  | Ascenso a Tercera              |
| 2    | C. D. Tudelano              | 39   | 26 | 17 | 5  | 4  | 78 | 36 | +42  | Promoción de ascenso a Tercera |
| 3    | C. D. Calahorra             | 39   | 26 | 17 | 5  | 4  | 82 | 30 | +52  |                                |
| 4    | C. Peña Sport               | 36   | 26 | 18 | 0  | 8  | 77 | 44 | +33  |                                |
| 5    | C. D. Recreación de Logroño | 29   | 26 | 12 | 5  | 9  | 59 | 35 | +24  |                                |
| 6    | C. D. Corellano             | 26   | 26 | 12 | 2  | 12 | 43 | 52 | −9   |                                |
| 7    | C. D. Izarra                | 24   | 26 | 10 | 4  | 12 | 56 | 38 | +18  |                                |
| 8    | Peña Balsamaiso C. F.       | 24   | 26 | 7  | 10 | 9  | 33 | 50 | −17  |                                |
| 9    | C. D. Berceo                | 23   | 26 | 10 | 3  | 13 | 41 | 50 | −9   |                                |
| 10   | C. D. La Calzada            | 21   | 26 | 10 | 1  | 15 | 48 | 59 | −11  |                                |
| 11   | C. Haro Deportivo           | 19   | 26 | 7  | 5  | 14 | 40 | 59 | −19  |                                |
| 12   | C. D. Vianés                | 17   | 26 | 7  | 3  | 16 | 30 | 68 | −38  |                                |
| 13   | C. Atlético River Ebro      | 15   | 26 | 5  | 5  | 16 | 38 | 92 | −54  |                                |
| 14   | C. D. Alesves               | 9    | 26 | 5  | 2  | 19 | 28 | 85 | −57  |                                |

 Fuente: Fútbol Regional
Notas:
1. ↑  El C. D. Alesves recibió una sanción federativa de tres puntos.

## Promoción de ascenso

### Finales[2]

#### Cuadro
| Equipo 1                     | Agr. | Equipo 2       | Ida | Vuelta |
| ---------------------------- | ---- | -------------- | --- | ------ |
| Deportivo Alavés Aficionados | 3-9  | S. D. Beasáin  | 3-2 | 0-7    |
| C. D. Azcoyen                | 4-2  | C. D. Tudelano | 2-1 | 2-1    |

#### Partidos
| Ida; 16 de junio de 1963 | Deportivo Alavés Aficionados | 3-2 | S. D. Beasáin |  |  |

| Vuelta; 23 de junio de 1963 | S. D. Beasáin | 7-0 (Global 9-3) | Deportivo Alavés Aficionados |  |  |

| Ida; 16 de junio de 1963 | C. D. Azcoyen | 2-1 | C. D. Tudelano |  |  |

| Vuelta; 23 de junio de 1963 | C. D. Tudelano | 1-2 (Global 2-4) | C. D. Azcoyen |  |  |

### Equipos vencedores con plaza en Tercera División
| S. D. Beasain | C. D. Azcoyen |